# Elsa Nelson
Elsa Maria Nelson, född 17 oktober 1886 i Jönköping, död 25 januari 1977 i Vänersborg, var en svensk författare. Bibi Jonsson, professor i litteraturvetenskap vid Lunds universitet, menar att Nelsons romaner, tillsammans med bland andra Viveka Starfelts, Ebba Richerts, Annalisa Forssberger, Alice Lyttkens, Tyra Bogrens och Aino Nordlunds, borde ses som delar av författarskap som skrev för arbetarklassens kvinnor. Nelsons roman Broar från man till man (1939) menar hon är ett exempel på det. Nelsons romaner gavs i allmänhet ut på Lindblads förlag, som mest gav ut kristen litteratur.
Hon var gift med postmannen James Nelson (1873–1955). De fick tre döttrar. Makarna är begravda på Norra kyrkogården i Lund.